# دیوید ساورینو
دیوید ساورینو (انگلیسی: Davide Saverino؛ زادهٔ ۲۰ ژانویهٔ ۱۹۷۷) بازیکن فوتبال اهل ایتالیا است.
از باشگاه‌هایی که در آن بازی کرده‌است می‌توان به باشگاه فوتبال اسپتزیا، باشگاه فوتبال آسکولی، باشگاه فوتبال کرمونزه، باشگاه فوتبال ونتزیا، باشگاه فوتبال رجانا، باشگاه فوتبال لیورنو، و باشگاه فوتبال وارزه اشاره کرد.